# Тауэр, Татьяна Лазаревна
Татья́на Ла́заревна Та́уэр (29 сентября 1945, Москва — 27 июля 1994, Хилверсюм, Нидерланды) ― российская арфистка. Заслуженная артистка РСФСР (1983).
Родилась и проживала до 1968 года в Москве, в доме 8/1 на углу Скатертного и Медвежьего переулков. Начала играть на арфе с 4 лет по совету своей тети Софии Тауэр, которая была солисткой Большого театра в Москве. Училась в школе имени Гнесиных у Марка Рубина, затем (с 1963 года) ― в Московской Консерватории у Ксении Эрдели и Веры Дуловой. В 1969 году победила на первом Международном конкурсе арфистов в Хартфорде. Лауреат Международного фестиваля музыки латиноамериканских стран.
С 1968 по 1992 годы работала солисткой (арфа) в симфоническом оркестре Ленинградской филармонии, в 1973―1992 годах преподавала в Ленинградской консерватории (доцент, затем профессор), а также в Специальной музыкальной школе при ней. Много выступала в СССР и за границей, была членом жюри международных конкурсов, давала мастер-классы. Её известные ученики: Ирина Донская, Магруфа Мукажанова и др. В 1992 году записала в Лос-Анджелесе сольный диск «Harp the russian way», куда вошла Фантазия на темы оперы Чайковского «Пиковая дама» Валерия Кикты, посвящённая арфистке.

## Личная жизнь
В том же году вместе с семьёй уехала в город Овьедо (Испания), откуда в 1993 году переехала в Хилверсюм (Нидерланды). Умерла от рака щитовидной железы.
- Муж — Борис Козлов,
  - дочь — Анастасия Козлова (1979 г.р.), скрипачка, лауреат международных конкурсов в Маастрихте и в Париже[4].